# Idole de la vidéo pour adultes

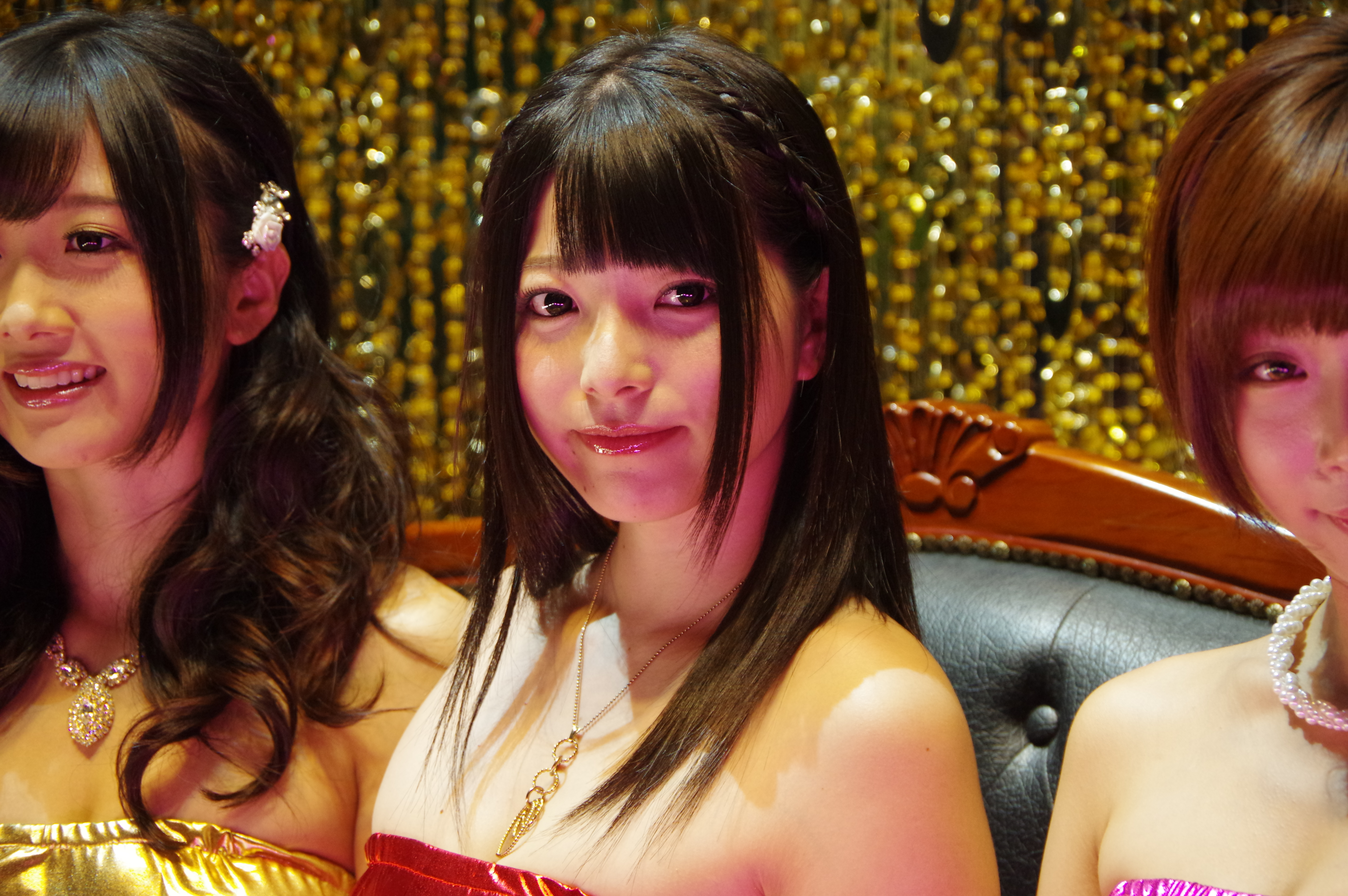
Actrices x Japonaises

Les Japonais désignent sous le nom d'« AV joyu » (AV女優, en anglais AV idol, en français idole de la vidéo pour adultes [VA]) une actrice de films pornographiques. Accessoirement, ces artistes posent également pour des revues masculines ou des albums photos, soit dénudées soit habillées dans des tenues érotiques telles que les bikinis et/ou les maillots une pièce.
Au début des années 1980, alors que l'industrie du film pornographique n'est qu'à ses balbutiements, des centaines d'actrices ont commencé chaque année une carrière dont la moyenne se situe aux environs d'un an, apparaissant dans cinq ou dix vidéos. La carrière de certaines d'entre elles s'étale sur plusieurs années lorsqu'elles sont particulièrement appréciées du public ou qu'elles sont reconnues dans le milieu où elles travaillent. Selon les estimations, environ 6 000 jeunes femmes ont travaillé, pour une apparition unique ou une carrière plus longue, dans le monde de la vidéo pour adultes au Japon.

## État de l'industrie de la vidéo pour adultes au Japon: une industrie florissante
Les limites entre la vidéo réservée aux adultes et la vidéo familiale n'est pas aussi tranchée au Japon qu'elle l'est dans d'autres pays. Une actrice connue de la télévision peut ensuite faire carrière dans la vidéo pornographique. Ainsi, il n'est pas rare pour une actrice de ce genre de films d'accéder à la notoriété Fornander écrit que « le milieu social en pornographie n'est plus nécessairement un secret honteux. Dans certains cas il est une aide à l'avancement d'une carrière ».
La VA ou vidéo pour adultes est une industrie florissante au Japon qui capitalise au bas mot quelque 400 milliards de yens par an. On[Qui ?] dit que onze vidéos de ce type sont tournées chaque jour, dans la seule ville de Tokyo, par 70 firmes spécialisées. Le marché de la VA représente 30 % des films japonais loués. Il a été estimé qu'en 1994, entre les vidéos légales et celles qui ne le sont pas, il a été produit 14 000 VA dans le pays. On peut comparer ce chiffre aux 2 500 VA produites dans le même temps aux États-Unis.

## Portrait de l'actrice de la VA
Les premières actrices du genre sont celles, aux abois, qui ne trouvent pas à se placer dans les films roman porno ou bien des jeunes filles issues des soaplands,. L'actrice Kaoru Kuroki passe pour avoir accédé au rang d'idole aux yeux du public. Rosemary Iwamura dit à son sujet qu'« elle ne semble pas avoir interprété de telles vidéos par manque de travail mais plutôt par choix personnel ».
Les actrices de la VA sont ordinairement recrutées par des démarcheurs dans les faubourgs de Tokyo comme les quartiers de Roppongi, Shinjuku ou Shibuya. Ces démarcheurs sont affiliés à une agence spécialisée qui présente, à son tour, la future actrice à une entreprise de la VA. Cette dernière doit payer environ 1,5 million de Yens pour une future actrice devant tourner dans une vidéo. Certaines d'entre elles proposent directement leurs services aux compagnies. Une actrice de VA gagne 200 000 à 4 millions de yens par vidéo.
Les spectateurs suivent la carrière de leur actrice préférée à travers plusieurs vidéos. Lors de la première, ils font connaissance avec « la nouvelle venue » par un entretien concernant ses expériences passées avant d'aborder les scènes de sexe. Les admirateurs de l'artiste suivent ensuite son éveil sexuel et, après quelque cinq vidéos, sa spécialisation dans, par exemple, les scènes de saphisme ou de sadomasochisme. Arrivée à maturité, l'actrice peut choisir entre continuer son activité et paraître dans des vidéos de plus en plus osées, se retirer ou, parfois réapparaître comme une « nouvelle venue » sous un autre nom.".

## Les différents stéréotypes d'actrices de la VA
Bornoff identifie différents stéréotypes d'actrices dans les vidéos: « la femme de service primaire, la vierge effarouchée, la fille de ferme lascive, l'adepte de l'aérobique en maillot, la prédatrice qui a envie de faire l'amour dans un onsen, et enfin, la meilleure, la salope autoritaire remise à sa place par un gang-bang distribué à même le sol. ».
Le bien connu réalisateur « Tarzan » Yagi exprime le fait qu'une actrice de l'AV doit être d'un stéréotype « reconnaissable au premier coup d'œil afin que le spectateur puisse plus aisément la cataloguer comme son type préféré ». Yagi mentionne « le type menu, le type nymphette, le type bien en chair, etc. »,.

### Les actrices à forte poitrine
Alors que quelques idoles de la VA, comme Kyoko Nakamura et Eri Kikuchi, ont brisé leur carrière par leur poitrine opulente, Noriyuki Adachi et Kimiko Matsuzaka débutent à l'époque du « boom des énormes poitrines »,. Dans les années qui suivent les débuts de Matsuzaka, la VA ne se conçoit jamais sans la présence d'une actrice possédant une poitrine généreuse comme Miki Sawaguchi, Mariko Morikawa, et Anna Ohura. Vers le milieu des années 1990, les fortes poitrines deviennent la matière première de la vidéo pornographique.

### Les actrices matures
Une grande majorité des actrices du genre font leurs premiers pas dès la fin de leur adolescence. Vers le milieu des années 1990, une tendance pour les actrices matures devient évidente. Alors que les jeunettes restent encore la norme, cet élargissement des goûts ouvre la voie aux femmes « matures » comme Aki Tomosaki en 2000, Asuka Yūki en 2005 et Maki Tomoda en 2006 qui ont toutes dépassé la trentaine à leurs débuts. Ces actrices sont appréciées dans des rôles d'inceste.

## Quelques idoles célèbres
De la centaine d'actrices qui débutent annuellement dans la VA, nous en avons retenu certaines ayant accédé à la notoriété pour leur grande incidence sur l'industrie de la VA, leur impact sur le public ou encore leur longue carrière.

### Années 1980
- Kate Asabuki
- Eri Kikuchi
- Hitomi Kobayashi
- Kaoru Kuroki
- Kimiko Matsuzaka
- Keiko Nakazawa
- Nao Saejima

### Années 1990
- Minori Aoi
- Ami Ayukawa
- Akira Fubuki
- Ai Iijima
- Asami Jo
- Bunko Kanazawa
- Azumi Kawashima
- Yuri Komuro
- Jun Kusanagi
- Kei Marimura
- Aika Miura
- Haruki Mizuno
- Kei Mizutani
- Mariko Morikawa
- Madoka Ozawa
- Miki Sawaguchi
- Sakura Sena
- Minami Yoshii
- Riria Yoshikawa
- Sally Yoshino
- Maiko Yūki

### Années 2000
- Yua Aida
- Hotaru Akane
- Elly Akira (aussi active dans les années 2010)
- Kokoro Amano
- Sora Aoi
- Rin Aoki
- Minami Aoyama
- Ran Asakawa
- Yuma Asami
- Kyōko Ayana
- Tsukasa Aoi (aussi active dans les années 2010)
- Kirara Asuka (aussi active dans les années 2010)
- Shelly Fujii
- Fuko
- Shoko Goto
- Rio Hamasaki
- Meisa Hanai
- Chihiro Hara
- Akie Harada (aussi active dans les années 2010)
- Mai Haruna
- Saori Hara (aussi active dans les années 2010)
- Mei Haruka (aussi active dans les années 2010)
- Azumi Harusaki (aussi active dans les années 2010)
- Arina Hashimoto (aussi active dans les années 2010)
- Yui Hatano (aussi active dans les années 2010)
- Hikari Hino
- Mayura Hoshitsuki
- Ameri Ichinose
- Yū Kawakami (aussi active dans les années 2010)
- Aino Kishi (aussi active dans les années 2010)
- Meguru Kosaka (aussi active dans les années 2010)
- Hikaru Koto
- Alice Miyuki (aussi active dans les années 2010)
- Azumi Mizushima (aussi active dans les années 2010)
- Kaede Matsushima
- Mihiro
- Saya Misaki
- Ryoko Mitake
- Nozomi Momoi
- Ran Monbu
- Kurumi Morishita
- Ayano Murasaki
- Mai Nadasaka
- Kyoko Nakajima
- Ann Nanba
- Nana Natsume
- Anna Ohura
- Nao Oikawa
- Anri Okita
- Maria Ozawa
- Naho Ozawa
- Rina Rukawa (aussi active dans les années 2010)
- Ria Sakurai (aussi active dans les années 2010)
- Yuria Satomi (aussi active dans les années 2010)
- Mei Sawai (aussi active dans les années 2010)
- Matsuda Sybil (aussi active dans les années 2010)
- Asuka Sakamaki
- Sakura Sakurada
- Haruka Sanada
- Ai Sayama (aussi active dans les années 2010)
- Riko Tachibana
- Maria Takagi
- Maki Tomoda
- Aki Tomosaki
- Miho Tachibana (aussi active dans les années 2010)
- Hitomi Tanaka (aussi active dans les années 2010)
- Saki Tsuji (aussi active dans les années 2010)
- Tsubomi
- Akira Watase
- Rico Yamaguchi (aussi active dans les années 2010)
- Manami Yoshii
- Akiho Yoshizawa
- Asuka Yūki
- Tina Yuzuki

### Années 2010
- Mikako Abe (aussi active dans les années 2020)
- Chika Arimura
- Shuri Atomi
- Noa Eikawa
- Mao Hamasaki (aussi active dans les années 2020)
- Nozomi Haneda
- Hasumi Kurea (aussi active dans les années 2020)
- Minami Hatsukawa
- Ai Hongo (aussi active dans les années 2020)
- Kanako Iioka
- Chinami Itō
- Airi Kijima (aussi active dans les années 2020)
- Sakura Kirishima
- Uta Kohaku
- Minako Komukai
- Asahi Mizuno
- Momoka Nishina
- Rika Mari
- Arisu Mizushima (aussi active dans les années 2020)
- Meguri (aussi active dans les années 2020)
- Kana Momonogi (aussi active dans les années 2020)
- Kokomi Naruse
- Yume Nikaidō (aussi active dans les années 2020)
- Yuna Ogura (aussi active dans les années 2020)
- Hibiki Ōtsuki
- Haruki Satō
- Kizuna Sakura
- Mana Sakura
- Momo Sakura
- Ayu Sakurai
- Aki Sasaki
- Sora Shiina
- Ayumi Shinoda
- Yū Shinoda (aussi active dans les années 2020)
- Marina Shiraishi (aussi active dans les années 2020)
- Riho Shishido (aussi active dans les années 2020)
- Airi Suzumura (aussi active dans les années 2020)
- Ai Uehara
- Kana Yume